# Marsdenia nubicola
Marsdenia nubicola är en oleanderväxtart som beskrevs av Alain H. Liogier. Marsdenia nubicola ingår i släktet Marsdenia och familjen oleanderväxter. Inga underarter finns listade i Catalogue of Life.